# Sébastien Lespès
Sébastien-Nicolas-Joachim Lespès (Bayonne, 13 marzo 1828 – La Rochelle, 24 agosto 1897) è stato un militare francese. Svolse un ruolo importante nelle operazioni navali durante la guerra franco-cinese, come comandante in seconda dell'ammiraglio Amédée Courbet della Squadra dell'Estremo Oriente.

## Inizi della carriera
Sébastien Lespès nacque il 13 marzo 1828 a Bayonne.  Dal 1844 frequentò l'École Navale, dalla quale uscì come aspirante ufficiale il 1º agosto 1846. Nel 1850, dopo aver servito successivamente sulle navi da guerra Inflexible, Friedland, Océan e Psyché con l'Escadre d'évolution, partecipò alla campagna del Senegal a bordo del brigantino Aigle. Nel corso di questa campagna, il 26 ottobre 1850, ricevette la promozione a enseigne de vaisseau.
Durante la guerra di Crimea prestò servizio nel Mar Nero a bordo della nave da guerra Valmy e si distinse anche a terra con le batterie navali francesi durante l'assedio di Sebastopoli. Fu promosso tenente di vascello il 2 dicembre 1854 e nominato Cavaliere dell'Ordine della Legione d'onore.
Nel 1857 fu inviato in Estremo Oriente. A bordo delle navi da guerra Audacieux, Némésis, Dordogne e Duchayla prestò servizio attivo nella seconda guerra dell'oppio e nella campagna di Cocincina. A bordo del Némésis fu presente alla battaglia dei forti di Taku e alla conquista di Tourane, e sul Duchayla alla presa dei forti di Kien Chan.
Nell'aprile 1860 fu nominato al comando dell'avviso Norzagaray, con il compito di perlustrare le rotte fluviali della Cambogia. In seguito a questa missione fu nominato ufficiale della Legion d'onore.
Fu promosso capitano di fregata il 27 gennaio 1864 e  per due estati partecipò alla campagna d'Islanda come secondo ufficiale della Pandore. Fu poi nominato dal comandante d'Ariès capo di stato maggiore della divisione navale della costa occidentale (Division navale du littoral ouest de la France).
Nel 1869 salpò per Shanghai con la corvetta Dupleix, come capitano di bandiera e capo di stato maggiore del contrammiraglio Krantz, che aveva da poco assunto il comando della divisione navale dei mari della Cina e del Giappone. All'inizio degli anni 1870 la Dupleix lasciò la divisione per riparazioni e fu sostituita dal Montcalm, del quale Lespès rimase al comando fino al 1876. Durante questo periodo di servizio in Estremo Oriente, il 20 maggio 1873, Lespès fu promosso capitano di vascello.
Nel 1876, dopo il suo ritorno a Tolone, assunse il comando della fregata Revanche, una delle navi da guerra dell'Escadre d'évolution. La Revanche fu gravemente danneggiata dall'esplosione di una caldaia nel maggio 1877, e Lespès ricevette il comando della corazzata Héroïne, appartenente anch'essa all'Escadre d'évolution. Lespè rimase al comando dell'Héroïne fino al maggio 1878.
Nei cinque anni successivi Lespès ricoprì importanti incarichi amministrativi nel Consiglio dei lavori della Marina e nel Consiglio dell'Ammiragliato. Ebbe inoltre il comando di due corazzate di prima classe, prima il Redoutable e poi l'Amiral Duperré. Fu promosso contrammiraglio il 7 dicembre 1881.

## Comandante della divisione navale dell'Estremo Oriente

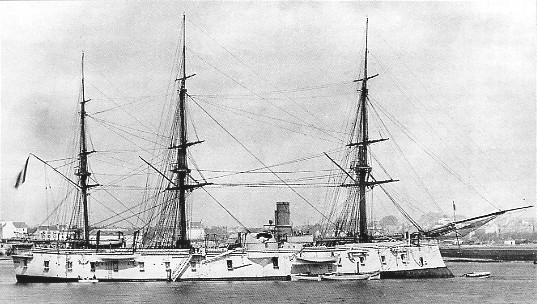
La Galissonnière (4.585 tonnellate), nave ammiraglia della divisione navale dell'Estremo Oriente

Il 7 marzo 1884 Lespès, a bordo della sua nave ammiraglia La Galissonnière, arrivò a Hong Kong per sostituire l'ammiraglio Charles Meyer al comando della divisione navale francese dell'Estremo Oriente.  Dopo il suo arrivo, la divisione navale era composta dalle corazzate La Galissonnière e Triomphante, dagli incrociatori d'Estaing, Duguay-Trouin e Volta e dalla cannoniera Lutin.
La divisione navale delle coste del Tonchino e quella dell'Estremo Oriente furono entrambe poste sotto il comando dell'ammiraglio Amédée Courbet nel luglio 1884, mentre si profilava la guerra con la Cina. Nell'agosto 1884 le due divisioni furono formalmente riunite nella Squadra dell'Estremo Oriente.

## Guerra franco-cinese
Lespès non possedeva la brillantezza tattica dell'ammiraglio Courbet e i suoi risultati come comandante navale durante la guerra sino-francese furono alterni. Durante la Campagna di Keelung, il 5 agosto 1884 distrusse con successo i forti cinesi di Keelung e sbarcò una forza di marinai per occupare la città. Il 6 agosto 1884 i cinesi contrattaccarono e Lespès fu costretto a reimbarcare le sue truppe da sbarco.
Il 29 agosto 1884, mentre la squadra di Courbet si stava dirigendo con successo lungo il fiume Min dopo la vittoria nella battaglia di Fuzhou, Lespès, lasciata Keelung, tentò di forzare con La Galissonnière il passaggio lungo il fiume, ma la nave subì il fuoco dei forti cinesi all'ingresso del fiume, ricevette diversi colpi e fu costretta a ritirarsi.
L'8 ottobre 1884 Lespès ebbe il comando generale dell'attacco francese contro Tamsui, che fu respinto dai cinesi. La battaglia di Tamsui fu una sconfitta imbarazzante per i francesi e Courbet sembrò essersi reso conto dei limiti del suo subordinato. In seguito Lespès ricevette incarichi relativamente poco precisi. Nel febbraio e all'inizio del marzo 1885, mentre Courbet dava la caccia a diverse navi cinesi della Flotta del Nanyang scontrandosi con loro nelle battaglie di Shipu e Zhenhai, Lespès fu lasciato al comando del blocco di Formosa. Alla fine di marzo del 1885, nella campagna delle Pescadores, Courbet assunse personalmente il comando della spedizione navale. Anche in questo caso, Lespès fu lasciato indietro per dirigere i blocchi di Formosa e del fiume Yangzi.

## Comandante della Squadra dell'Estremo Oriente
Dopo la morte di Courbet, avvenuta l'11 giugno 1885, Lespès assunse per breve tempo il comando della Squadra dell'Estremo Oriente. Il 13 giugno 1885, in occasione della commemorazione di Courbet a Makung, Lespès rese un commovente omaggio al suo predecessore, alla presenza dei marinai dello Squadrone dell'Estremo Oriente e della fanteria di marina del corpo di spedizione di Formosa che avevano combattuto nella sampagna delle Pescadores. Il suo comando della squadra durò poco più di un mese. Il 25 luglio 1885 il governo francese ricostituì la tradizionale divisione navale dell'Estremo Oriente con una forza simile a quella del 1883 e Lespès riprese il comando della sua vecchia divisione, con l'ammiraglio Henri Rieunier come suo comandante in seconda. La divisione navale dell'Estremo Oriente era ora composta dalle corazzate La Galissonnière (nave ammiraglia di Lespès), Turenne (nave ammiraglia di Rieunier) e Triomphante, dagli incrociatori Lapérousse, Primauguet, Champlain e Roland e dalle cannoniere Vipère e Sagittaire.
Nel 1887 Lespès prese servizio presso l'Ammiragliato, poi fu nominato viceammiraglio nel 1888 e prefetto marittimo di Cherbourg. Lasciò il servizio attivo nel marzo 1894. Morì il 24 agosto 1897 a La Rochelle.

## Personalità e opinioni
Lespès tendeva a fare una buona impressione su coloro che facevano la sua conoscenza. Il 9 agosto 1884, quattro giorni dopo il bombardamento francese dei forti di Keelung, il missionario canadese George MacKay fu invitato a bordo del La Galissonnière nel porto di Keelung e incontrò Lespès. MacKay, che era accompagnato da uno studente taiwanese, rimase colpito dall'umanità dell'ammiraglio francese:
Lespès era un uomo riflessivo e sensibile, con una buona dose di umana compassione. Secondo il capitano Fournier dell'incrociatore francese Éclaireur, che incontrò George MacKay a Keelung alla vigilia dell'evacuazione francese del giugno 1885, Lespès non aveva nascosto la sua avversione per la politica aggressiva di Jules Ferry nei confronti della Cina e riteneva che la Francia non avrebbe dovuto combattere la guerra sino-francese. Questa era anche l'opinione di Fournier (che definì la pressione sulla Cina "un affare disgustoso"), sebbene non fosse un'opinione sposata dalla maggioranza degli ufficiali della Squadra dell'Estremo oriente.